# Negritothripa
Negritothripa is een geslacht van vlinders van de familie visstaartjes (Nolidae), uit de onderfamilie Chloephorinae.

## Soorten
- N. hampsoni Wileman, 1911
- N. orbifera Hampson, 1894